# Helpman (waterschap)
Helpman is een voormalig waterschap in de Nederlandse provincie Groningen. Het is ontstaan als fusie van de waterschappen
de Dilgt,
Helpman en
Sterrenberg. In 1970 werd de naam gewijzigd in Dilgt en Hemmen.
Het schap lag tussen Groningen en Haren, grotendeels ten oosten van het Noord-Willemskanaal. De noordgrens kwam ongeveer overeen met de Hora Siccamasingel. De oostgrens lag beneden de Hondsrug, globaal tussen de A28 en de Hereweg. De zuidgrens lag bij de Jorissenwijk op de huidige grens van de bebouwing van Haren (Slauwerhofflaan). Aan de westkant van het Noord-Willemakanaal lagen twee gebieden (het Lokland en het gebiedje omsloten door de Van Iddekingeweg, de Henri Dunantlaan en Laan Corpus den Hoorn) de die eveneens bij het waterschap behoorden en die met een grondpomp (onderleider) verbonden waren met de polder. De molen van de polder, De Helper genaamd, sloeg uit op het Noord-Willemskanaal. De molen werd in 1971 verplaatst naar de oever van het Paterswoldsemeer.
Waterstaatkundig gezien ligt het gebied sinds 2000 binnen dat van het waterschap Hunze en Aa's.